# Thomas Heneage
Sir Thomas Heneage (1532 - 17 octobre 1595) est un homme politique anglais et un courtisan à la cour de Élisabeth Ire. Il est membre du Conseil privé de la reine.

## Biographie

### Jeunesse
Heneage est né à Copt Hall, Epping dans le comté d'Essex, fils aîné de Robert Heneage, originaire de Lincoln, et de Lucy Buckton de Hemswell. Robert est auditeur du duché de Lancastre, arpenteur des bois de la reine au-delà du fleuve Trent et membre de la Chambre privée du roi Henri VIII.

### Études universitaires
Thomas Heneage entre à Queens' College de l'université de Cambridge à Pâques 1549 à l'âge de 17 ans, mais il n'obtient son Master of Arts qu'en 1564 à 32 ans, lors d'une visite de la reine à l'université. En 1565, il entre probablement à Gray's Inn .

### Mariages et famille
Il se marie une première fois en 1554 avec Anne Poyntz, fille de sir Nicholas Poyntz d'Iron Acton dans le Gloucestershire et de Joan Berkeley. Ils n'ont qu'une seule fille, Élisabeth, née le 9 juillet 1556, qui se marie en 1572 avec sir Moyle Finch. Après la mort d'Anne en 1593, il se remarie le 2 mai 1594 avec Mary Browne, comtesse de Southampton. Ils n'ont pas d'enfant.

### Carrière parlementaire
Il devient député de Stamford en 1553, de Boston de 1562 à 1563, du Lincolnshire en 1563, 1571 et de 1572 à 1576, et d'Essex de 1584 à 1587, de 1588 à 1589, et en 1593.

### Favori de la reine
À la mort de son père le 27 juillet 1556, il hérite de ses domaines en tant que fils aîné. La reine lui fait beaucoup confiance, et il est en si bonne grâce auprès d'elle qu'il excite la jalousie de Robert Dudley, comte de Leicester, le favori en titre. Elle fait à Heneage de nombreux cadeaux de grande valeur : des terres principalement dans l'Essex, la réversion du domaine de Copped Hall (en) en 1564, où il bâtit un vaste manoir, le manoir d'Epping en 1573, les manoirs de Bretts et de Westham-Burnels dans les environs de Londres en 1576, et, plus tard les manoirs de Ravenstone et de Stoke Goldington dans le Buckinghamshire, des terres dans le Northamptonshire vers 1588, et le manoir et l'hôpital de Horning dans le comté de Norfolk, qui appartenait anciennement au siège épiscopal de Norwich.
En 1566, il obtient la charge de receveur et de trésorier de la dîme sur les bénéfices de la manufacture de sel. Il est nommé Trésorier de la Chambre en 1570, et est fait chevalier à Windsor le 1er décembre 1577.
Quand Leicester offense la reine en acceptant d'être le gouverneur des Pays-Bas en février 1586, Heneage est envoyé lui faire part du mécontentement de la reine. Il reçoit aussi pour instruction d'informer les États généraux du royaume des Pays-Bas qu'Élisabeth n'accepterait pas que Leicester conserve cette charge qu'ils lui avaient donnée. Au cours de la négociation, Heneage outrepasse quelque peu ses instructions en disant aux États généraux que la reine ne ferait pas la paix avec l'Espagne sans les consulter. Élisabeth n'apprécie pas du tout cet aveu, et elle lui écrit pour désavouer ses paroles. Finalement, en mai, il parvient à reconcilier les parties en conflit, et, à son retour en Angleterre, il est accueilli favorablement par la reine.
En septembre 1589, il succède à sir Christopher Hatton comme vice-Chamberlain de la maison royale, et devient un des conseillers privés de la reine la même année. Il est nommé trésorier-payeur des forces levées pour résister à l'Invincible Armada. Il est chancelier du duché de Lancastre de 1590 à sa mort en 1595 et grand intendant de Hull.

### Mort
Il meurt le 17 octobre 1595 et est enterré à la Cathédrale Saint-Paul de Londres. Un monument ostentatoire avec des gisants de lui et de sa femme est érigé au-dessus de sa tombe.
Heneage a été l'ami de Francis Walsingham, le maître-espion de la reine, de sir William Pickering, de sir Christopher Hatton, de sir Philip Sidney, qui lui légua un bijou, et de Robert Dudley, comte de Leicester, qui lui laissa des bijoux et un plat d'une valeur de 40 £, l'appelant dans son testament « mon bon vieil ami ».